# Edules
Edules Fries, dříve též bělohřiby¹), je sekce rodu hřib (Boletus). Podle aktuálních mezinárodních pravidel nomenklatury by měl být preferován název sekce Boletus (namísto Edules), který je však identický s názvem samotného rodu.
Co do zahrnovaných druhů se částečně překrývá s českým houbařským označením pravé hřiby, praváky. V mykologickém slova smyslu jde o taxonomickou jednotku s celosvětovým významem a platností. Všechny druhy této sekce jsou jedlé. V České republice se však některé druhy (hřib borový a bronzový) nedoporučují ke sběru kvůli velmi vzácnému výskytu.
¹) Česká označení sekcí rodu Boletus se objevují spíše ve starší literatuře a jsou poměrně nejednotná – aktuální mykologické publikace zpravidla uvádějí pouze odborný (latinský) název.

## Znaky
Plodnice jsou boletoidního tvaru.
Rourky mládí bílé, později mohou měnit barvu na žlutavou, olivovou nebo žlutookrovou.
Póry okrouhlé, drobné (menší než 1 milimetr), zbarvené jsou stejné jako rourky.
Třeň je kyjovitý, bílý, nahnědlý až hnědý, povrch kryje více či méně výrazná síťka.
Dužnina je bílá, barevně neměnná, příjemné hřibovité vůně a jemné chuti (nikdy hořká). Pod pokožkou klobouku může být dužnina zbarvena lehce do hněda nebo hnědočervena.

## Zástupci
Následující seznam nemusí být kompletní, obsahuje především středoevropské a severoamerické druhy.
| obrázek                         | český název       | odborný název                   | klobouk                                         | mykorhiza                                              | výskyt                       | poznámka |
| ------------------------------- | ----------------- | ------------------------------- | ----------------------------------------------- | ------------------------------------------------------ | ---------------------------- | --- |
| Boletus pinophillus             | hřib borový       | Boletus pinophilus              | hnědý s červenofialovým nádechem                | borovice smrk buk (jedle) (dub)                        | Evropa Asie                  | |
| Boletus aereus'                 | hřib bronzový     | Boletus aereus                  | tmavě hnědý, černohnědý                         | dub buk kaštanovník                                    | Evropa                       | |
|                                 | hřib březový      | Boletus betulicolus             | bělošedý                                        | bříza                                                  | Evropa                       | forma hřibu smrkového                                                                                          |
| Boletus clavipes                | hřib citronový    | Boletus clavipes                | okrově žlutý, hladký                            | listnáče                                               | Evropa                       | forma hřibu smrkového                                                                                          |
| Boletus reticulatus             | hřib dubový       | Boletus reticulatus             | hnědý, okrovohnědý, plstnatý                    | dub buk habr lípa kaštanovník (bříza) (smrk) (jedle)   | Evropa Asie Střední Amerika? | |
| Boletus reticulatus             | hřib habrový      | Boletus carpinaceus             | bělavý, našedlý, nahnědlý                       | habr                                                   | Evropa                       | forma hřibu dubového                                                                                           |
|                                 | hřib hnědofialový | Boletus separans ²)             | šedohnědý s fialovým nádechem                   | buk dub kaštanovník                                    | Evropa                       | ²) sensu auct. Eur., forma hřibu borového                                                                      |
| Boletus edulis                  | hřib smrkový      | Boletus edulis                  | hnědý, hnědavý                                  | smrk dub buk (borovice) (lípa)                         | Evropa Asie Severní Amerika  | |
|                                 | hřib vínový       | Boletus vinosulus               | vínově červenohnědý                             | borovice smrk buk                                      | Evropa                       | v současnosti považován za formu hřibu borového                                                                |
| Boletus barrowsii               |                   | Boletus barrowsii               | plavě šedý                                      | jedle borovice dub                                     | Severní Amerika              | [ 1 ] |
| Boletus edulis var. grandedulis |                   | Boletus edulis var. grandedulis | světle až tmavě hnědý, žluté až červené nádechy | borovice                                               | Severní Amerika              | [ 2 ] |
| Boletus fibrillosus             |                   | Boletus fibrillosus             | hnědý                                           | jedle borovice smrk douglaska dub                      | Severní Amerika              | [ 1 ] |
|                                 |                   | Boletus hiratsukae              |                                                 |                                                        | Asie                         | Japonsko |
|                                 |                   | Boletus mamorensis              | tmavohnědý                                      | dub                                                    | Severní Afrika               | podobný hřibu bronzovému, podle analýzy DNA zřejmě totožný                                                     |
|                                 |                   | Boletus mottiae                 | tmavohnědý                                      | dub borovice douglaska planika Chrysolepis Lithocarpus | Severní Amerika              | zaměňován s evropským hřibem bronzovým, pro studii DNA r. 2010 nebyl dostupný vzorek, pozice druhu nepotvrzena |
| Boletus nobilis                 |                   | Boletus nobilis                 |                                                 |                                                        | Severní Amerika              | [ 3 ] |
| Boletus nobilissimus            |                   | Boletus nobilissimus            |                                                 |                                                        | Severní Amerika              | [ 3 ] |
|                                 |                   | Boletus quercophilus            |                                                 |                                                        | Severní Amerika              | [ 3 ] |
| Boletus regineus                |                   | Boletus regineus                | tmavě hnědý                                     | jedle borovice                                         | Severní Amerika              | podobný evropskému hřibu bronzovému, za nějž byl zaměňován, latinský název znamená „hřib královnin“            |
| Boletus reticuloceps            |                   | Boletus reticuloceps            |                                                 |                                                        | Asie                         | Čína |
| Boletus rex-veris               |                   | Boletus rex-veris               | světle hnědý s červenavým nádechem              | jedle borovice                                         | Severní Amerika              | podobný evropskému hřibu borovému, dříve považován za jeho varietu, latinský druhový název znamená „král jara“ |
| Boletus subcaerulescens         |                   | Boletus subcaerulescens         |                                                 |                                                        | Severní Amerika              | [ 3 ] |
| Gastroboletus subalpinus        |                   | Gastroboletus subalpinus        |                                                 | jedle borovice jedlovec                                | Severní Amerika              | [ 1 ] |
| Xanthoconium separans           |                   | Xanthoconium separans           |                                                 |                                                        | Severní Amerika              | (sensu stricto)                                                                                                |